# SN 1572
| SN 1572                                                                                  | SN 1572                              |
| ---------------------------------------------------------------------------------------- | ------------------------------------ |
|                                                                                          |                                      |
| Überrest der Supernova 1572, vom Chandra-Satellitenteleskop im Röntgenlicht fotografiert |                                      |
| Äquinoktium: J2000.0, Epoche: J2000.0                                                    |                                      |
| Sternbild                                                                                | Cassiopeia                           |
| Rektaszension                                                                            | 00h 25m,3                            |
| Deklination                                                                              | +64° 09′                             |
| Zugehörigkeit                                                                            | Milchstraße                          |
| Entfernung                                                                               | ca. 2,5 bis 3,0 kpc ca. 8 bis 10 kLj |
| Supernova                                                                                |                                      |
| Typ                                                                                      | Ia                                   |
| Maximale scheinbare Helligkeit (visuell)                                                 | −4 mag                               |
| Entdeckung                                                                               | November 1572                        |

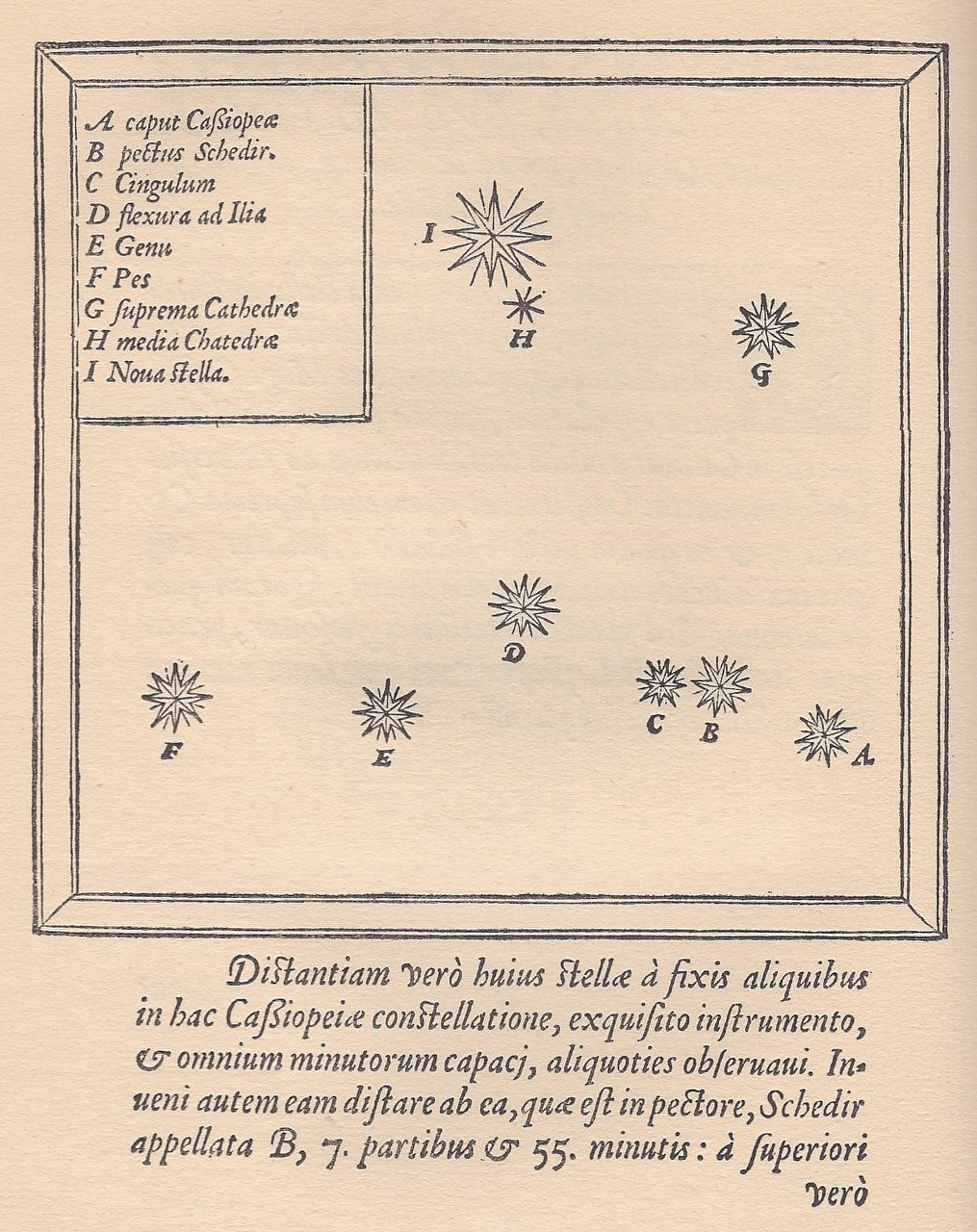
Sternkarte von Cassiopeia mit der Supernova von 1572 (Position I) (aus Tycho Brahes De nova stella)

SN 1572 (B Cassiopeiae, B Cas) war eine am 11. November 1572 im Sternbild Cassiopeia erschienene galaktische Supernova vom Typ Ia. Sie erreichte eine Helligkeit von −4 mag. SN 1572 wurde von Tycho Brahe umfangreich in De nova et nullius ævi memoria prius visa stella (Über den neuen Stern, der nie zuvor im Leben oder in der Erinnerung eines Menschen gesehen wurde) im Mai 1573 beschrieben. Darin prägte er den Begriff „Nova“ (von lat. stella nova: „neuer Stern“), weil er sie für einen neuen Stern hielt. Das Ereignis wird auch als Tychos Supernova bezeichnet. Mit dieser ersten Beobachtung einer Supernova von europäischen Astronomen zeigte er, dass auch die Fixsterne entgegen dem Dogma von Aristoteles nicht unveränderlich sind.
Der französische Philosoph und Naturwissenschaftler René Descartes beschrieb 1656 das Ereignis wie folgt:

„[...] Sicque contigit in fine anni 1572, quandam stellam, prius nin visam, in signo Cassiopejae apparuisse, quae, maximam initio habuit lucem, et, sensim postea obscurata, initio anni 1574 disparuit. [...]“

„[...] Und so geschah es am Ende des Jahres 1572, dass ein gewisser Stern, zuvor nicht gesehen, im Sternbild der Kassiopeia erschienen war, der anfangs ein sehr helles Licht hatte und, nachdem er allmählich dunkler geworden war, zu Beginn des Jahres 1574 verschwand. [...]“

## Beobachtung
Der Überrest von SN 1572 ist die im Third Cambridge Catalogue verzeichnete Radioquelle 3C 10. Als Kandidat für einen überlebenden Begleiter dieser Supernova gilt Tycho G.
Ein Lichtecho der Nova konnte 2008 beobachtet werden.
Es handelte es sich möglicherweise um eine Supernova vom Typ Ia (Explosion eines Weißen Zwergs), aber wahrscheinlicher ist die Kollision zweier Weißer Zwerge.
Die Entfernung zum Supernovaüberrest (SNR) wurde ursprünglich auf 2 bis 5 kpc (ca. 6.500 bis 16.300 Lichtjahre) geschätzt, wobei neuere Studien auf einen engeren Bereich von 2,5 bis 3 kpc (ca. 8.000 bis 9.800 Lichtjahre) schließen lassen. Der SNR hat eine annähernd kugelförmige Morphologie und erstreckte sich über einen Winkeldurchmesser von etwa 8 Bogenminuten. Seine physikalische Größe entspricht einem Radius in der Größenordnung von einigen Parsec. Seine gemessene Expansionsrate beträgt im Radio- und Röntgenbereich etwa 11–12 % pro Jahr.
Die durchschnittliche Expansionsrate der Schockwelle beträgt zwischen 4.000 und 5.000 km/s und sinkt auf niedrigere Geschwindigkeiten, sobald sie auf lokale interstellare Wolken trifft. Einer älteren Quelle zufolge erreichte die Gashülle einen scheinbaren Durchmesser von 3,7 Bogenminuten, im Jahr 2016 wurden von Chandra 15 Bogenminuten angegeben, das entspricht einer realen Ausdehnung von 44 Lichtjahren.

## Folgen der Entdeckung

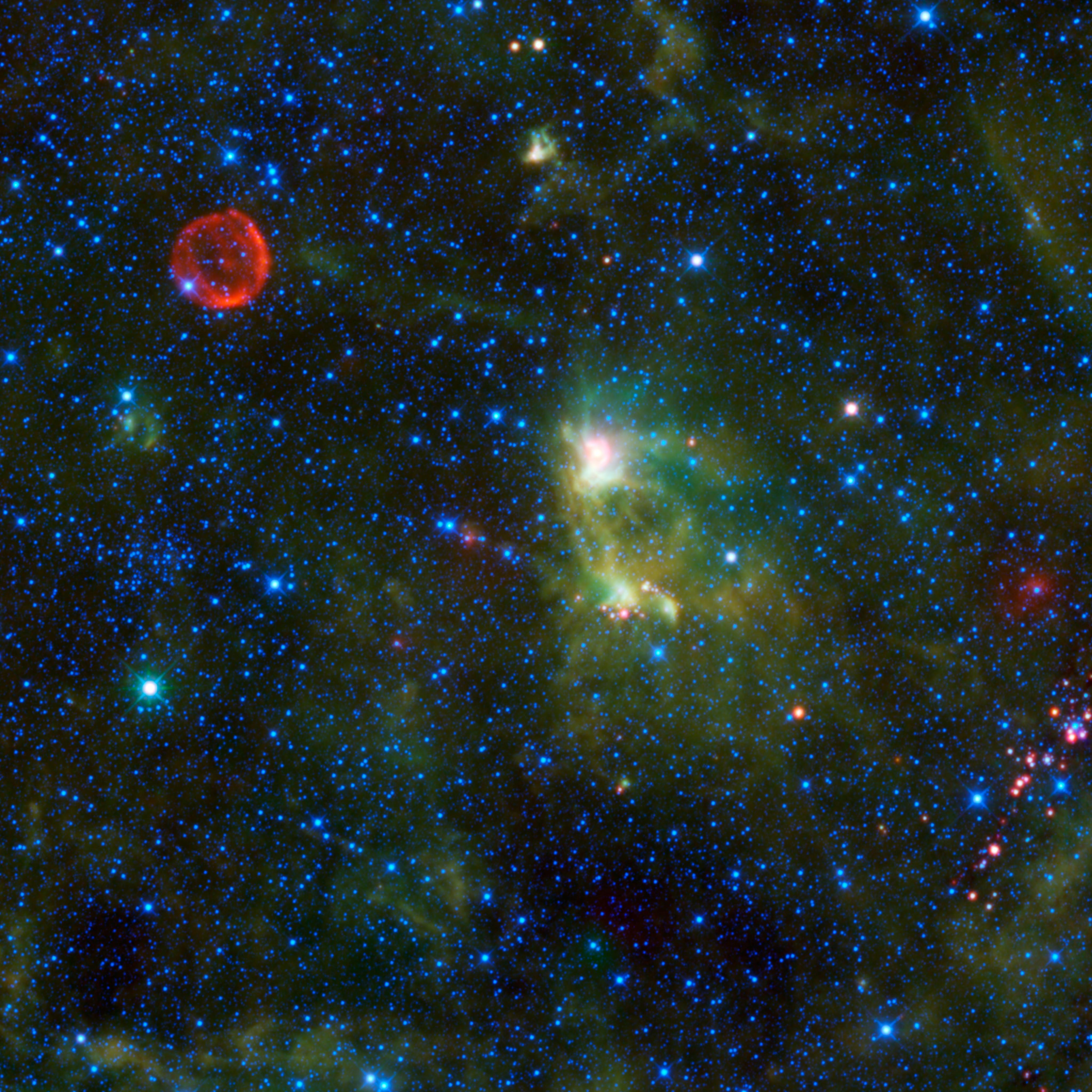
Mehrkanaliges Infrarotbild des WISE-Satelliten zeigt in der linken oberen Ecke den Überrest von SN 1572.

Mit der Beobachtung von SN 1572 durch Tycho Brahe wurde das herrschende Weltbild in Frage gestellt. Aristoteles hatte in Über den Himmel die Hypothese formuliert, dass sich Änderungen nur auf der Erde ereigneten, wohingegen die Ereignisse am Sternenhimmel ewig gleich blieben (Kometen galten als Erscheinungen, deren Ursache in der Atmosphäre lag). Diese Hypothese hatte sich bis zur Zeit Tycho Brahes durchgesetzt und war Bestandteil des allgemein anerkannten Wissens geworden. Durch die Beobachtung der Supernova wurde die Hypothese von Aristoteles empirisch widerlegt und damit die Notwendigkeit eines neuen Weltbilds offenkundig.